# Saint-Nicolas-de-la-Haie

Saint-Nicolas-de-la-Haie este o comună în departamentul Seine-Maritime, Franța. În 1 ianuarie 2022 avea o populație de 408 de locuitori.